# Лафосс, Жоаким
Жоаким Лафосс (фр. Joachim Lafosse; 19 января 1975, Уккел, Бельгия) — бельгийский кинорежиссёр
 и сценарист.

## Биография
Жоаким Лафосс родился 18 января 1975 года в Уккеле, Бельгия. С 1997 по 2001 год учился в Институте искусства речи (фр. Institut des arts de diffusion, IAD) в Лувен-ла-Нев. Его дипломная работа, 24-минутный фильм «Племя» (фр. Tribu) одержал победу в конкурсе короткометражных фильмов на Международном кинофестивале франкоязычного кино в Намюре в 2001 году.
После первого полнометражного художественного фильма «Частное безумие» (2004) второй фильм Жоакима Лафосса «Что делает тебя счастливым» получил Гран-при на кинофестивале в Анже 2007 года и Приз ФИПРЕССИ на Братиславском международном кинофестивале. В 2006-м режиссер поставил семейную драму «Частная собственность» с участием Изабель Юппер, а также с Жереми и Янникой Ренье в ролях. Фильм боролся за Золотого льва Венецианского международного кинофестиваля 2006 года.
В 2008 году Жоаким Лафосс снимает фильм «Частные уроки», который был номинирован в двух категориях на получение бельгийской национальной кинопремии «Магритт» за лучшую режиссерскую работу и лучший сценарий. В 2012 году вышел фильм Лафосса «После любви», в основу которой легла реальная дело детоубийцы Женевьевы Лермитт, с Тахар Рахимом, Эмили Декьенн и Нильсомом Ареструпом в главных ролях. Фильм участвовал в программе «Особый взгляд» на Каннском фестивале 2012 года и был избран от Бельгии для участия в соревновании за лучший фильм на иностранном языке на 85-й церемонии премии «Оскар», но не прошел в финал. Лента была также номинирована в семи категория на награды премии «Магритт» 2013 года, в частности как лучший фильм и за лучшую режиссуру Жоакима Лафосса.
В октябре 2010 года Жоаким Лафосс возглавлял жюри программы полнометражных фильмов 25-го Международного кинофестиваля франкоязычного кино в Намюре; в декабре 2015 был председателем жюри 15-го Международного кинофестиваля в Марракеше.

## Фильмография
- 2004 — Частное безумие / Folie Privée
- 2006 — Что делает тебя счастливым / Ça rend heureux
- 2006 — Частная собственность / Nue Propriété
- 2008 — Частные уроки / Élève libre
- 2012 — После любви / À perdre la raison
- 2015 — Белые рыцари / Les Chevaliers Blancs
- 2016 — Семейный бюджет / L'économie du couple
- 2021 — Беспокойный / Les Intranquilles